# Her Hour
Her Hour è un film muto del 1917 diretto da George Cowl.

## Produzione
Il film fu prodotto dalla World Film.

## Distribuzione
Distribuito dalla World Film e presentato da William A. Brady, il film uscì nelle sale cinematografiche statunitensi il 19 novembre 1917.
Il copyright del film, richiesto dalla World Film Corp., fu registrato il 22 novembre 1917 con il numero LU11740.